# Agorius formicinus
Agorius formicinus là một loài nhện trong họ Salticidae.
Loài này thuộc chi Agorius. Agorius formicinus được Eugène Simon miêu tả năm 1903.